# Samochód pancerny wz. 34
A Samochód pancerny wz. 34 (1934-es mintájú páncélgépkocsi), egy szabványos könnyű páncélautó volt, melyet a lengyel hadsereg használt az 1939 szeptemberi hadjárat során.

## Történet
A wz. 34-es könnyű páncélautó a lengyel hadsereg alap páncélautója volt 1939-ben. A világon egyedi tervezésű jármű volt, mivel ez volt az egyetlen páncélautó, ami pályafutását féllánctalpasként kezdte, majd kerekes autóra építették át.
1924-ben a lengyel hadsereg több mint 135 féllánctalpas Citroën-Kegresse B2 10CV járművet vásárolt a franciáktól, melyek Kegresse P4T lánctalpas mechanizmussal voltak ellátva. Ezután eldöntötték, hogy ebből 90-et átépítenek páncélgépkocsivá. A páncéltestet Lengyelországban tervezték és gyártották - a főtervező Eng. R. Gabeau volt, az alakzat hasonló volt a francia féllánctalpas páncélautók prototípusához. Két prototípus készült a lengyel féllánctalpas páncélautókból 1925-ben, és a  wzór 28 (wz. 28) jelölést kapták. A járműveket a Központi Autó Műhelynél (CWS) szerelték össze. Az első sorozatot 1927-ben gyártották, majd 1930-ig mind a 90 járművet átépítették wz. 28 típusra, két páncéltest változattal.
Amikor az autókat szolgálatba helyezték, kiderült, hogy a féllánctalpas működési elv nem váltja be a hozzá fűzött reményeket. A maximális sebesség alacsony volt - nem haladta meg a 30 km/h-t, míg a terepjáró képességek nem voltak kimagaslóak. A féllánctalpas működés több karbantartást igényelt, és a gumírozott lánctalpak tartóssága is alacsony volt. Ezen tények miatt 1933-ban eldöntötték, hogy a páncélautókat kerekes járművekké alakítják át.
Az átalakítási tervet a Fegyveres Erők Technikai Kutatóintézet varsói irodájában készítették elő. Az első átalakított járművet 1934 áprilisa és júliusa között tesztelték le, az eredmények pedig jó eredményt mutattak. Az autó terepjáró képessége valamivel alulmaradt a wz. 28 járműétől, de az úton sokkal vezethetőbb volt. Júliusban eldöntötték, hogy további járműveket alakítanak át, melyek hadrendbeli elnevezése a wzór 34 (wz. 34) lett.
1938-ig valószínűleg 87 járművet alakítottak át sikeresen wz. 34-essé. A wz. 34 páncélautók néhány különböző változatban jelentek meg.

## Változatok

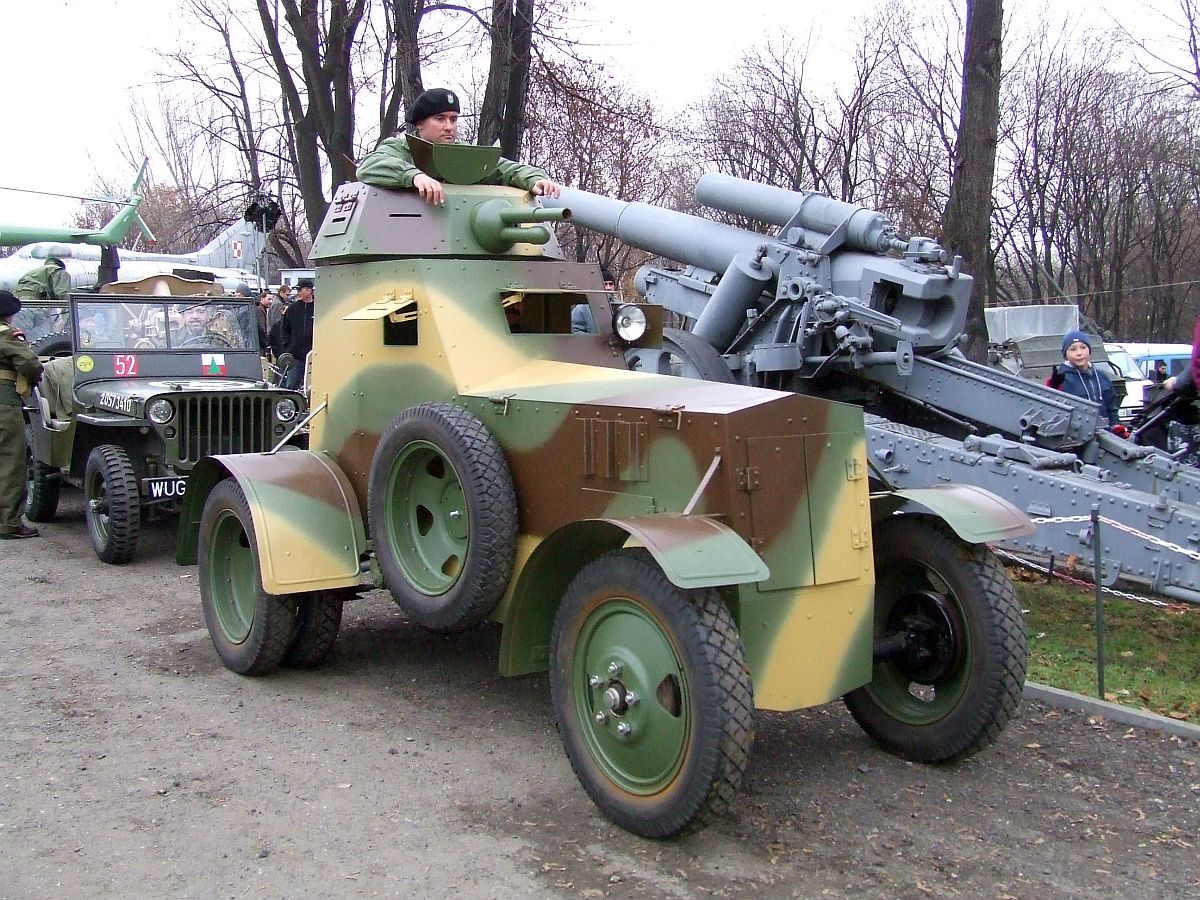
A wz. 34 replikája, ami a GAZ-69 terepjáró konstrukcióján alapul.

Az egyedi szériái a wz. 34 páncélautóknak különböztek a motorban, a sebességváltóban és a mechanikai részletekben. Így három típust lehet megkülönböztetni: wz. 34, wz. 34-I és wz. 34-II.
A fő változatnak, a wz. 34-nek egy eredeti Citroën motorja volt, mindössze az új hátsó tengely eredeztethető a FIAT-614 teherautótól. A wz. 34-I új FIAT-108 motort kapott, a hátsó tengely pedig a FIAT-614-től származott. Végül a wz. 34-II, ezt építették a legnagyobb számban (nagyjából 60 darab), ez a típus a legújabb FIAt-108-III motort kapta, a hátsó tengely pedig a Polski FIAT-618 teherautójé volt, és rendelkezett néhány más fejlesztéssel is: hidraulikus fékek és jobb elektronikus vezetékek. Néhány korai wz. 34 páncélautót 1938-ban átépítettek a legutóbbi szabványra.
A leginkább észrevehető különbség a páncéltestben rejlett.
A korai változatokról egészen keveset tudni, mivel inkább a jármű fő tulajdonságait reprezentálták. Ennél a változatnál a fülkét kibővítették, a hátsó lemez pedig függőleges volt. A torony hátra került a küzdőtér fölé. A sofőr előtt két ablak volt.
A későbbi változatnak keskenyebb törzse volt döntött hátsó lemezzel (a torony láthatóan széleseb, mint a jármű teste). A jármű méretaránya változott, a korábbi változathoz képest. A sofőr előtt már csak egy ablak volt.
Végül a járművek különböztek a fegyverzetben is. Ahogy a wz. 28 autók 1/3-nál (nagyjából 30 darab), a wz. 34 páncélautóknál is egy 37 mm SA-18 Puteaux L/21 löveget alkalmaztak 96-100 lövedékkel. A többit 7.92mm Hotchkiss wz.25 géppuskákkal fegyverezték föl, 2000 darab lőszerjavadalmazással. A fegyvereket kétféle foglalatba helyezhették: a régebbi, téglalap alakúba, vagy az újabb, kerek alakúba (az újabb volt az általánosabb). A 37 mm SA-18 löveg még első világháború korabeli fegyver volt, elsősorban géppuskafészkek elpusztítására tervezték. Az alacsony sebesség miatt gyenge páncéltörő képessége volt, alkalmatlannak bizonyult páncélozott járművek elleni harcra. A járműveket általában osztagparancsnokok használták.

## Harctéri alkalmazás
A wz. 34 könnyű páncélautó a fő páncélautó típus volt a lengyel egységeknél. A háború előtt kiképző feladatra használták a következő páncélozott zászlóaljakban: 1. páncélozott zászlóalj Poznań-ban (9 wz. 34), a 4. páncélozott zászlóalj  Brest-Litovsk-ban (9 darab), az 5. páncélozott zászlóalj Cracovban (9 darab), 6. páncélozott zászlóalj Lvivben (17 darab), a 7. páncélozott zászlóalj Grodnoban (25 darab), a 8. páncélozott zászlóalj Bydgoszcz-ban (9 darab) és a 12. páncélozott zászlóalj Luck-ban (9 darab).
Ezek a zászlóaljak nagy, békeidőbeli egységek voltak, nem összetévesztendők a későbbi mobilizált háborús páncélozott zászlóaljakkal.
1939-ben, a mobilizáció alatt a békeidőbeli páncélozott zászlóaljakat 10 páncélautós lovasszázadba osztották 10 új páncélozott zászlóalj részére, támogatást nyújtva a Lovassági Dandároknak (BK). Minden lovasszázad hét páncélautval rendelkezett, illetve a zászlóalj parancsnokának is volt egy páncélautója. A wz. 34 páncélautóval felszerelt zászlóaljak a következők voltak: 21, 31, 32, 33, 51, 61, 62, 71, 81 és 91 (a 11. zászlóalj wz. 29 páncélautókkal rendelkezett).
1939-ben ezek a járművek elavultak voltak és elhasználódtak a kiképzések során. A lengyel páncélautókat elsősorban felderítésre és őrjáratozásra használták - a gyenge páncélzat és fegyverzet kizárta a támogató feladatköröket. Viszont tény, hogy a legtöbb páncélozott járművet az ellenség feltartóztatására és támadások támogatására is használták, hatalmas veszteségek árán. Az autók főleg az utakon tudtak közlekedni és nem tudtak átgázolni mélyebb folyókon (a bzurai csata után 1939 szeptember 16-án, a 62. és 71. zászlóalj járműveit elpusztították, mivel nem tudtak visszavonulni Bzurán keresztül). A másik dolog pedig az volt, hogy a lengyel páncélautóknak problémája volt az üzemanyag utánpótlással.
A wz. 34 páncélautók harctéri szereplése nem volt olyan látványos, mint a wz. 29-é, de ezek az autók a lengyel páncélautós lovasszázadok igazi igáslovai voltak. Megtettek minden tőlük telhetőt, a kezelőszemélyzet bebizonyította bátorságát, még sok esetben is felülkerekedtek az ellenségen. Néhány löveggel felszerelt típusnak sikerült kilőnie egy-két ellenséges páncélozott járművet.
A jármű veszteségeinek statisztikája a következő: 55% harctéri veszteség, 35% technikai problémák következtében veszett oda (ide számít a visszavonulás lehetetlenségének eredménye), és 10% üzemanyaghiány miatt veszett oda.
Az összes  páncélautót a németek zsákmányul ejtették, kilőtték őket vagy megsérültek. Néhányat megjavítottak és a németek rendőrségi feladatkörre osztották be őket a megszállt Lengyelországban. 18 zsákmányolt wz. 34-est a horvát hadseregnek adtak 1941-ben, és partizán elhárításra használták őket. Mára egyetlen jármű sem maradt meg.

## Konstrukció
Kaszni: téglalap alakú alváz, fél-ellipszis laprugókkal hátul, laprugókkal elöl. Gumiabroncs: 30x5", vagy 600-18. Hátul dupla kerekek voltak. Speciális láncot lehetett felszerelni a hátsó kerekekre, hogy növeljék a tapadást hóban és homokban. Egyébként a hátsó sárhányón szállították ezeket a tartozékokat.
Motor:
- wz. 34: Citroën B-14 - 20 lóerő 2100 fordulatszámon; 1477 ccm
- wz. 34-I: FIAT-108 - 20 lóerő 3000 fordulatszámon; 995 ccm
- wz. 34-II: FIAT-108-III (PZInż.117) - 24 lóerő 3600 fordulatszámon; 995 ccm - mindkét motor a Polski FIAt-508 autóból származott.

Mindegyik motor 4 hengeres, 4 ütemű, vízhűtéses benzinmotor volt.
Sebességváltó: 3 sebesség előre, 1 sebesség hátra, terepfelezővel (wz. 34); vagy 4/1 sebesség felező nélkül (wz. 34-I, II). Hátsó kerék meghajtás. Fékek a hátsó kerekeken voltak: mechanikus (wz. 34) vagy hidraulikus (wz. 34-II), kiegészítő mechanikus fék a főtengelyen. Elektronikus berendezés - egyszerű 6 V (wz. 34) vagy 12 V vezetékezés (wz. 34-II).
A járműtestet páncéllemezekből készítették, szegecselve és csavarozva volt. Egy ajtó volt rajta a bal oldalon, ami hátrafelé nyílt, jobb oldalon nem volt ajtó, illetve volt egy ajtó a hátsó lemezen, amely bal oldalra nyílt. A sofőr előtt egy nyílás volt (vagy kettő - a testtől függően), kettő kisebb pedig a bal ajtón és a jobb oldalon. A hűtőt egy két részes ajtó védte. A motorháztető nyitható volt.
A toronyt nyolcszögletűre építették. A tetőn egy kicsi, hatszögletű, nyitható, kétrészes szellőző kupola kapott helyet. A torony oldalain két kisebb nyílást helyeztek el.
Egy egyszerű fényszórót is felszereltek a sofőr nyílásától balra.
A személyzet két főből állt: egy sofőr és egy parancsnok/lövegkezelő. Menetelés közben a parancsnok egy kis padon ült a bal oldalon a vezetőfülkében, harc közben pedig a toronyban ült egy szövetből készült hevederen, melyet a vezetőfülke falain rögzítettek (ugyanez a heveder szolgált a sofőr háttámaszaként).
A járműbe nem szereltek rádiót. A kommunikációt színes zászlókkal oldották meg.
Páncélzat: Szegecselt, 6–8 mm vastag acéllemzekből készült (függőleges lemezek 8 mm, döntött és felső lemezek 6 mm). A jármű alja nem volt páncélozva - fapalánkokból készült.